# جراح

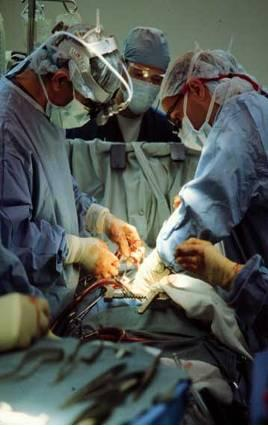
یک جراح در اتاق عمل

جرّاح به فرد متبحر در جرّاحی گفته می‌شود. جراح یک متخصص رشته پزشکی و دامپزشکی و دندانپزشکی است. همچنین جراح کسی است که زخم و جراحتها را معالجه کند و پزشکی که برای درمان بعضی بیماری‌ها، اعضای بدن را بشکافد و ببُرد. به رگزن و فاصد نیز جراح می‌گفتند.